# Vườn quốc gia Teluk Cenderawasih
Vườn quốc gia Teluk Cenderawasih là vườn quốc gia biển lớn nhất Indonesia. Nó nằm trong vịnh Cenderawasih, phía đông nam của bán đảo Đầu Chim. Nó bảo vệ các khu vực tự nhiên các đảo Mioswaar, Nusrowi, Roon, Rumberpon và Yoop. Tại đây có hệ sinh thái biển vô cùng phong phú với 150 loài san hô đã được ghi nhận.

## Động thực vật
Trải rộng trên 14.535 km², vườn quốc gia này bao gồm các hệ sinh thái ven biển và rừng ngập mặn (0,9%), rạn san hô (5,5%), rừng nhiệt đới hải đảo (3,8%) và vùng biển (89,8%). Khoảng 46 loài thực vật đã được ghi nhận trên các đảo, chủ yếu là Bruguiera và Avicennia, Nypa fruticans, Metroxylon sagu, Casuarina equisetifolia, và Terminalia catappa.
Hệ sinh thái rạn san hô tạo thành một phần của khu vực Tam giác San Hô. Tại đây có 150 loài san hô thuộc 15 họ, phân bố trên các bờ của 18 hòn đảo, các loài đáng chú ý là san hô xanh, san hô đen, san hô mềm. Tỷ lệ che phủ của san hô sống thay đổi từ 30-40% cho đến 64-65% diện tích.
Hơn 200 loài cá sống trong vườn quốc gia, trong đó có cá bướm, cá thia biển, cá mó, cá dìa, cá hề, cá mập, trong đó có cả cá mập voi. Các loài nhuyễn thể gồm ốc nhảy, sò tai tượng. Bốn loài rùa quý hiếm có mặt trong vườn quốc gia gồm vích, đồi mồi dứa, đồi mồi, rùa da. Một số loài động vật có vú biển như cá nược, cá voi xanh và cá heo.